# Zmarli w maju 2018

## Maj 2018
- 31 maja
  - Ella Brennan – amerykańska restauratorka[1]
  - Peter Clifton – australijski reżyser filmowy[2]
  - Michael D. Ford – brytyjski scenograf[3]
  - Ewa (Józefa) Jezierska – polska siostra zakonna, profesor nauk teologicznych[4]
  - Witold Kwieciński – polski zawodnik karate tradycyjnego[5]
  - Tadeusz Obrębski – polski ekonomista, profesor zwyczajny Wyższej Szkoły Ekologii i Zarządzania w Warszawie[6]
  - Marek Strzelczyk – polski biochemik, dr hab. n. farm. inż. chemii[7][8][9]
  - Aníbal Quijano – peruwiański socjolog[10]
- 30 maja
  - Gabriel Gascon – kanadyjski aktor[11]
  - Zdzisław Jasieński – polski specjalista w zakresie fizyki metali, prof. dr inż.[12][13]
  - Michael Noakes – angielski artysta malarz[14]
  - Halina Wiśniewska – polski filolog, prof. dr hab.[15][16]
  - Ray Weinberg – australijski lekkoatleta[17]
  - Madiha Yousri – egipska aktorka[18]
- 29 maja
  - Bogumił Brzózka – polski samorządowiec, starosta ostrowski w latach 1998–2002[19]
  - Luciano José Cabral Duarte – brazylijski duchowny katolicki, arcybiskup[20]
  - Cornelia Frances – angielska aktorka[21]
  - Henryk Grabowiecki – polski zapaśnik, trener[22][23]
  - Josef Imry – izraelski fizyk[24]
  - Eberhard Makosz – polski sadownik, nauczyciel akademicki, profesor nauk rolniczych[25]
  - Roman Paszkowski – polski koszykarz i dziennikarz sportowy Polskiego Radia[26]
  - Joe Pintauro – amerykański dramatopisarz[27]
  - Marianna Sankiewicz-Budzyńska – polska elektronik, doc. dr inż.[28]
  - Bronisław Trytko – polski plastyk, projektant lalek teatralnych[29][30][31]
- 28 maja
  - Yves de Daruvar – francuski urzędnik państwowy i wojskowy, uczestnik II wojny światowej, sekretarz generalny Francuskiego Somalilandu (1959–1962), administrator Francji w Komorach (1962–1963)[32]
  - Serge Dassault – francuski przedsiębiorca, miliarder[33]
  - Yves de Daruvar – francuski polityk, urzędnik i żołnierz[34]
  - Agnieszka Draber-Mońko – polski biolog, prof. dr hab.[35][36]
  - Semavi Eyice – turecki historyk sztuki[37]
  - Kurt Neumann – niemiecki polityk[38]
  - Wiesław Jan Nowakowski – polski architekt[39][40]
  - Ludwik Paczyński – polski aktor i rysownik[41]
  - María Dolores Pradera – hiszpańska piosenkarka i aktorka[42]
  - Erich Prunč – austriacki poeta, lingwista, przekładoznawca i historyk literatury[43]
  - Dick Quax – nowozelandzki lekkoatleta, długodystansowiec[44]
  - Jens Skou – duński lekarz, chemik i biofizyk, laureat Nagrody Nobla w dziedzinie chemii z 1997[45]
  - Karol Strug – polski działacz filatelistyczny i dziennikarz[46]
  - Arturo Antonio Szymanski Ramírez – meksykański duchowny katolicki, arcybiskup[47]
  - Cliff Tucker – amerykański koszykarz[48]
  - Ola Ullsten – szwedzki polityk, premier Szwecji w latach 1978–1979[49]
- 27 maja
  - Iván Batista – portorykański fotograf[50]
  - Gardner Dozois – amerykański pisarz, wydawca[51]
  - Dietmar Kainrath – austriacki grafik[52]
  - Stanisław Kucner – polski reżyser i operator filmów animowanych[53][54]
  - Stewart Lupton – amerykański muzyk rockowy[55]
  - Marek Łuczak – polski duchowny katolicki, dziennikarz i wykładowca akademicki[56][57]
  - Ali Lutfi – egipski polityk, premier Egiptu w latach 1985–1986[58]
  - Maria Mucke – niemiecka piosenkarka i aktorka[59]
  - Russell Nype – amerykański aktor[60]
  - Zenon Perwenis – polski działacz opozycji w okresie PRL, kawaler orderów[61]
  - Donald Peterson – amerykański astronauta[62]
  - Herbert Pichler – austriacki lekarz[63]
  - Julio Ribera – hiszpański rysownik[64]
  - Antoni Sołtysik – polski duchowny i działacz katolicki, asystent generalny Katolickiego Stowarzyszenia Młodzieży[65][66]
  - Artur Szuba – polski dziennikarz, poeta, publicysta i muzyk[67]
  - Gerhard Thieme – niemiecki rzeźbiarz[68]
- 26 maja
  - Alan Bean – amerykański astronauta[69]
  - Pierre Bellemare – francuski pisarz[70]
  - Ted Dabney – amerykański inżynier elektroniki, współzałożyciel Atari, Inc.[71][72]
  - Pierre Hassner – francuski politolog i filozof[73]
  - Gerard Kerkum – holenderski piłkarz i działacz sportowy[74]
  - Zbigniew Księski – polski szachista, mistrz międzynarodowy[75]
  - Roger Piantoni – francuski piłkarz[76]
  - Andrzej Ptak – polski hokeista na trawie, olimpijczyk (1960)[77]
  - Antonio Pujía – argentyński rzeźbiarz[78]
- 25 maja
  - Dean Francis – brytyjski bokser[79]
  - Sergio Graziani – włoski aktor[80]
  - Jose Hawilla – brazylijski dziennikarz, prawnik i biznesmen[81]
  - Piet Kee – holenderski organista i kompozytor[82][83]
  - Fred Kovaleski – amerykański tenisista[84]
  - Naser Malek Motiei – irański aktor i reżyser[85]
  - Max Pagès – francuski psycholog[86]
- 24 maja
  - Jacky Buchmann – belgijski i flamandzki polityk oraz przedsiębiorca, minister klasy średniej (1985–1988)[87]
  - Phil Emmanuel – australijski gitarzysta[88][89]
  - Horst Hirnschrodt – austriacki piłkarz[90]
  - Wiesław Jasiński – polski wykładowca akademicki, działacz harcerski, kawaler orderów[91]
  - Heinrich Kraus – austriacki teatrolog[92]
  - Elżbieta Krywsza-Fedorowicz – polska scenografka teatralna[93][94][95]
  - Jerry Maren – amerykański aktor[96]
  - TotalBiscuit (John Bain) – brytyjski dziennikarz, youtuber i e-sportowiec[97]
  - Zbigniew Wojterkowski – polski działacz państwowy, uczestnik powstania warszawskiego, kawaler orderów[98]
- 23 maja
  - Mieczysław Herod – polski uczestnik II wojny światowej, kawaler Orderu Virtuti Militari[99][100]
  - Antonio Horvath – chilijski polityk[101]
  - Jean-François Parot – francuski dyplomata i pisarz[102]
  - Richard Peck – amerykański powieściopisarz[103]
  - Luis Posada Carriles – kubański opozycjonista, terrorysta, agent CIA[104]
  - Daniel Robin – francuski zapaśnik[105]
  - Włodzimierz Szymankiewicz – polski działacz kombatancki, kawaler orderów[106][107]
  - László Tábori – węgierski lekkoatleta, średnio i długodystansowiec[108]
  - Irena Wiszniewska-Białecka – polska prawniczka, profesor nauk prawnych, sędzia Trybunału Sprawiedliwości Unii Europejskiej[109]
- 22 maja
  - Curt Becker – niemiecki polityk[110]
  - Maria Bujas – polska aktorka[111]
  - Alberto Dines – brazylijski pisarz i dziennikarz[112]
  - Jurij Kucenko – rosyjski lekkoatleta, wieloboista[113]
  - Marian Michniewicz – polski uczestnik II wojny światowej, kawaler orderów[114]
  - Júlio Pomar – portugalski malarz, ilustrator książek[115]
  - Philip Roth – amerykański pisarz[116]
  - Daniela Samulski – niemiecka pływaczka[117]
- 21 maja
  - Aleksandr Askoldow – rosyjski reżyser filmowy, pisarz[118]
  - Georges Dessaigne – francuski polityk[119]
  - Camilo Diaz Gregorio – filipiński duchowny katolicki, biskup[120]
  - Anna Maria Ferrero – włoska aktorka[121][122]
  - Aleksander Gertz – polski robotnik i polityk, poseł na Sejm PRL VII i VIII kadencji PRL[123]
  - Jürgen Jürgens – niemiecki prezenter radiowy[124]
  - Janusz Kasprzycki – polski dziennikarz[125]
  - Nobukazu Kuriki – japoński himalaista[126]
  - Allyn Ann McLerie – amerykańska aktorka[127]
  - Laurie Reed – brytyjski lekkoatleta, średniodystansowiec[128]
  - Glenn Snoddy – amerykański inżynier dźwięku, wynalazca[129]
  - Stanisław Sobieniak – polski działacz konspiracji niepodległościowej w czasie II wojny światowej, kawaler orderów[130]
  - Pedro P. Tenorio – mariański polityk, gubernator Marianów Północnych[131]
  - Vassilis Triandafyllidis – grecki komik[132]
  - Clint Walker – amerykański aktor[133]
  - Jerzy Zabrzeski – polski chemik, prof. dr hab. inż.[134][135]
- 20 maja
  - Lidia Białoń – polska ekonomistka, prof. dr hab.[136][137]
  - Jaroslav Brabec – czeski lekkoatleta, kulomiot[138]
  - Billy Cannon – amerykański futbolista[139]
  - Ramón Chao – hiszpański pisarz[140]
  - Józef Chlabicz – polski wydawca, dyrektor Wydawnictwa „Wiedza Powszechna”[141][142][143]
  - Bill Gold – amerykański grafik[144]
  - Koo Bon-moo – południowokoreański ekonomista[145]
  - John Lawlor – Irlandzki lekkoatleta, młociarz[146]
  - Carol Mann – amerykański golfista[147]
  - Patricia Morison – amerykańska aktorka[148]
  - Michał Nawrocki – polski fizyk[149]
  - Manfred Schaub – niemiecki polityk[150]
  - Dieter Schnebel – niemiecki kompozytor[151]
  - Roland Vogt – niemiecki polityk[152]
  - Andrzej Wojciechowski – polski trębacz jazzowy, członek zespołu Melomani[153][154]
- 19 maja
  - Janusz Cierpiński – polski uczestnik podziemia niepodległościowego w czasie II wojny światowej, architekt urbanista[155][156][157][158]
  - Robert Indiana – amerykański artysta pop-art; rzeźbiarz, scenograf teatralny i projektant kostiumów[159]
  - Wincenty Jankowski – polski uczestnik II wojny światowej, kawaler orderów[160]
  - Houmane Jarir – marokański piłkarz[161][162]
  - Maya Jribi – tunezyjska polityk[163]
  - Bernard Lewis – brytyjski historyk[164]
  - Reggie Lucas – amerykański muzyk, autor piosenek i producent muzyczny[165]
  - Giovanni Pace – włoski księgowy i polityk, prezydent Abruzji (2000−2005)[166]
  - Ernst Sieber – szwajcarski pastor ewangelicko–reformowany, działacz dobroczynny[167]
- 18 maja
  - Darío Castrillón Hoyos – kolumbijski duchowny katolicki, przewodniczący Komisji papieskiej „Ecclesia Dei”, kardynał[168][169]
  - Jerzy Horwath – polski pianista, kompozytor, producent muzyczny, członek zespołu Dżamble[170]
  - Christopher Jones – irlandzki duchowny katolicki, biskup[171]
  - Rudolf Kraus – niemiecki polityk[172]
  - Tadeusz Soroczyński – polski nauczyciel, poeta, animator kultury[173][174]
  - Adam Szczerba – polski urzędnik, naczelny dyrektor Lasów Państwowych[175]
  - Jan Wojcieszak – polski  historyk komunikacji miejskiej[176]
- 17 maja
  - Józef Burniak – polski samorządowiec, prezydent Bolesławca (1998–2002)[177]
  - Nicole Fontaine – francuska polityk, przewodnicząca Parlamentu Europejskiego w latach 1999–2002[178][179]
  - Volker Jung – niemiecki inżynier[180]
  - Ryszard Kaczmarek – polski gitarzysta basowy, członek zespołu Czerwone Gitary[181] (ur. 1946[182])
  - Zdzisław Krakowski – polski pilot, kawaler orderów[183]
  - Maciej Maciejewski – polski aktor[184]
  - Anthony Milone – amerykański duchowny katolicki, biskup[185]
  - Richard Pipes – amerykański historyk, sowietolog[186]
  - Horst Rehberg – niemiecki aktor[187]
  - Mait Riisman – estoński piłkarz wodny[188]
  - Paweł Śpiewok – polski piłkarz, hokeista, trener[189][190]
  - Tom Von Ruden – amerykański lekkoatleta, średniodystansowiec[191]
- 16 maja
  - Joseph Campanella – amerykański aktor[192]
  - Camille Gira – luksemburski ekolog, polityk[193]
  - Jelena Griemina – rosyjska dramatopisarka[194][195]
  - Miriam Griffin – amerykańska historyk[196]
  - Maria Jędrzejewska – polski prawnik, prof. dr hab.[197]
  - Gérard Jouannest – francuski kompozytor[198]
  - Eloísa Mafalda – brazylijska aktorka[199]
  - Lucian Pintilie – rumuński reżyser i scenarzysta filmowy[200][201]
- 15 maja
  - Georg Kargl – austriacki przedsiębiorca, mecenas sztuki[202]
  - José Lavat – meksykański aktor i prezenter telewizyjny[203]
  - Zbigniew Łuczak – polski wspinacz, podróżnik, założyciel festiwalu Explorers Festival[204][205]
  - Moris Maurin – francuski zakonnik, członek zgromadzenia Małych Braci od Jezusa[206]
  - Tom Murphy – irlandzki dramaturg[207]
  - Barbara Nawrocka-Dońska – polska pisarka i dziennikarka[208]
  - Jlloyd Samuel – angielski piłkarz[209]
  - Cristian Țopescu – rumuński dziennikarz sportowy[210]
  - Ray Wilson – angielski piłkarz[211]
- 14 maja
  - Peter Byrne – angielski aktor[212]
  - Elaine Edwards – amerykańska polityk[213]
  - Roberto Farias – brazylijski reżyser i scenarzysta filmowy[214]
  - Doug Ford – amerykański golfista[215]
  - Christel Hoffmann – niemiecka polityk[216]
  - Tomasz Karwowski – polski polityk, poseł na Sejm I i III kadencji[217]
  - Maria Körber – niemiecka aktorka[218]
  - Dieter Kunzelmann – niemiecki polityk[219]
  - George Sudarshan – indyjski fizyk[220]
  - William Vance – belgijski rysownik komiksowy[221]
  - Andrzej Wiśniewski – polski działacz turystyczny i samorządowy[222][223]
  - Tom Wolfe – amerykański pisarz i dziennikarz[224]
  - Józef Zwisłocki – polski fizyk, profesor na uniwersytecie w Syracuse (Nowy Jork)[225]
- 13 maja
  - Edgardo Angara – filipiński polityk[226]
  - Rogelio Blaín – kubański aktor[227]
  - Glenn Branca – amerykański muzyk awangardowy, gitarzysta, kompozytor[228]
  - Jan Brskovský – czeski działacz i publicysta lotniczy[229]
  - Beth Chatto – brytyjska architekt krajobrazu[230]
  - Margot Kidder – kanadyjska aktorka[231]
  - Irena Milwid – polska działaczka konspiracyji niepodległościowej w czasie II wojny światowej oraz powojennego podziemia antykomunistycznego, dama orderów[232][233]
  - Wojciech Organiściak – polski prawnik, historyk i sędzia, doktor habilitowany nauk prawnych, wykładowca Uniwersytetu Śląskiego[234]
- 12 maja
  - Will Alsop – brytyjski architekt[235][236]
  - Michael Desser – austriacki dyplomata[237]
  - Jerzy Jędrzejewski – polski pilot doświadczalny, konstruktor i instruktor lotniczy[238]
  - Tessa Jowell – brytyjska polityk, minister kultury mediów i sportu[239]
  - Jan Knapik – polski ekonomista, minister przemysłu chemicznego i lekkiego (1981–1982)[240]
  - Chuck Knox – amerykański futbolista, trener[241]
  - Antonio Mercero – hiszpański reżyser filmowy[242]
  - Borislav Mikelić – chorwacki polityk narodowości serbskiej, premier Republiki Serbskiej Krajiny (1994–1995)[243]
  - Dennis Nilsen – brytyjski seryjny morderca[244]
  - Sam Nzima – południowoafrykański fotograf[245]
  - Urszula Radziszewska – polska działaczka społeczna i samorządowa[246][247]
  - Józef Sobiecki – polski dziennikarz, regionalista, popularyzator kultury kurpiowskiej[248]
- 11 maja
  - Michail Alperin – radziecki, mołdawski, ukraiński, norweski muzyk jazzowy[249][250]
  - Gérard Genette – francuski teoretyk literatury[251]
  - Hugo Guerra – urugwajski piłkarz[252]
  - Walenty Jarecki – polski poeta ludowy i nauczyciel[253]
  - Matt Marks – amerykański muzyk i kompozytor[254]
  - Bengt Nilsson – szwedzki lekkoatleta, skoczek wzwyż[255]
  - José Francisco Oliveros – filipiński duchowny katolicki, biskup[256]
  - Walther Preik – niemiecki rzeźbiarz[257]
  - Bronisława Romanowska-Mazur – polska działaczka konspiracji niepodległościowej w czasie II wojny światowej, Honorowa Obywatelka miasta Legionowo[258][259]
- 10 maja
  - Tomir Bałut – polski inżynier[260]
  - Liz Chase – zimbabweńska hokeistka na trawie[261]
  - David Goodall – australijski botanik i ekolog[262]
  - Scott Hutchison – szkocki piosenkarz, tekściarz, gitarzysta gatunku indie rock[263]
  - Noach Lasman – izraelski pisarz polsko-żydowskiego pochodzenia[264]
  - Jan Stanisław Malczewski – polski historyk, dr hab.[265][266]
  - Antoni Rogucki – polski ekonomista, prof. dr hab.[267][268][269]
  - Jewgienij Wasiukow – rosyjski szachista[270]
- 9 maja
  - Mario Agnes – włoski dziennikarz i publicysta[271][272]
  - Marian Bizan – polski historyk literatury i wydawca[273][274][275]
  - Omar Daoud – libijski piłkarz[276]
  - Per Kirkeby – duński malarz, rzeźbiarz, architekt i poeta[277]
  - Klaus Peter Rauen – niemiecki polityk[278]
  - Stefan Steller – polski architekt i malarz[279][280][281][282]
  - Carlos Enrique Trinidad Gómez – gwatemalski duchowny katolicki, biskup[283]
  - Fryderyk Filip Wirtemberski – niemiecki przedsiębiorca, arystokrata[284]
- 8 maja
  - Nick Busick – amerykański wrestler[285]
  - Anne V. Coates – brytyjska montażystka filmowa[286]
  - George Deukmejian – amerykański polityk, gubernator stanu Kalifornia w latach (1983–1991)[287]
  - Eunice Groark – amerykańska polityk[288]
  - Mahmud Hammud – libański polityk i dyplomata, minister spraw zagranicznych (2000–2003, 2004–2005) i obrony (2003–2004)[289]
  - Mariusz Kulczykowski – polski historyk, profesor Uniwersytetu Jagiellońskiego[290]
  - Alicja Lisiecka – polska krytyk literacka, historyk literatury i felietonistka, dr hab.[291]
  - Julio López Hernández – hiszpański rzeźbiarz[292]
  - Ernest Medina – amerykański żołnierz, oficer, weteran wojny wietnamskiej[293]
  - Romuald Niparko – polski duchowny katolicki, profesor Uniwersytetu im. Adama Mickiewicza w Poznaniu[294]
  - Marek Nowakowski – polski aktor i reżyser[295]
  - Lara Saint Paul – włoska piosenkarka[296][297]
  - Giuseppa Sigurani – włoska farmaceutka, pierwsza dama (1985–1992)[298]
  - Jonathan Sternberg – amerykański dyrygent[299]
  - Rajmund Świtała – polski żużlowiec[300]
  - Konrad Wojtkowiak – polski łucznik[301]
- 7 maja
  - Leonard Faulkner – australijski duchowny katolicki, arcybiskup Adelaide[302]
  - Søren Hyldgaard – duński kompozytor[303]
  - Zbigniew Isaak – polski dziennikarz, redaktor naczelny Dookoła Świata[304]
  - Jerzy Jogałła – polski aktor i reżyser[305]
  - Juliane Korén – niemiecka aktorka[306]
  - Bernardo Marqués – kubański pisarz[307]
  - Maurane – belgijska wokalistka[308][309]
  - Miki Muster – słoweński rysownik[310]
  - Jeremy Safran – kanadyjski psycholog[311]
  - César Sermeño – salwadorski malarz, rzeźbiarz i ceramik[312]
  - Gayle Shepherd – amerykańska wokalista zespołu Shepherd Sisters[313]
  - Roman Toi – estoński kompozytor, dyrygent chóru, organista[314]
  - Oleksandr Wosianow – ukraiński lekarz[315]
- 6 maja
  - Cirilo Bautista – filipiński pisarz[316]
  - Herbert Brekle – niemiecki językoznawca[317]
  - Paolo Ferrari – włoski aktor[318]
  - Antoni Kadziak – polski działacz opozycji demokratycznej w okresie PRL, kawaler orderów[319][320]
  - Chalid Muhji ad-Din – egipski wojskowy i polityk[321]
  - Paul Nößler – niemiecki polityk[322]
  - Ellen Thiemann – niemiecka dziennikarka[323]
- 5 maja
  - Janusz Adamczyk – polski piłkarz[324][325]
  - Marian Bendza – polski duchowny prawosławny, profesor nauk teologicznych, wykładowca akademicki[326]
  - Michele Castoro – włoski duchowny katolicki, arcybiskup[327]
  - Stanley Falkow – amerykański mikrobiolog i immunolog[328]
  - Eugeniusz Głowski – polski kompozytor i teoretyk muzyki[329]
  - Kazimierz Gniadek – polski fizyk, prof. dr hab.[330][331]
  - Ludwig Harig – niemiecki pisarz i tłumacz[332]
  - José María Íñigo – hiszpański aktor i dziennikarz[333]
  - Adolfo Lastretti – włoski aktor[334]
  - Ermanno Olmi – włoski reżyser, producent i scenarzysta filmowy[335][336]
  - Wojciech Pasterniak – polski filolog, pedagog, filozof edukacji, prof. zw. dr hab.[337]
  - Pierre Rissient – francuski reżyser i scenarzysta[338]
  - Zygmunt Stęplewski – polski epidemiolog, prof. dr hab. n. med.[339]
  - Alojzy Woś – polski  klimatolog i meteorolog, prof. dr hab. inż.[340][341]
- 4 maja
  - Doina Cornea – rumuńska działaczka na rzecz praw człowieka[342]
  - Wanda Dębowska (Folgart) – polska kajakarka, Mistrzyni Polski[343]
  - Renate Dorrestein – holenderska pisarka[344]
  - Gérard Hourbette – francuski kompozytor[345]
  - Carlos Jorquera – chilijski dziennikarz[346]
  - Lionel Lamy – francuski piłkarz[347][348]
  - Patricia Lascelles – brytyjska skrzypaczka i modelka, arystokratka, hrabina wdowa Harewood[349]
  - André Le Dissez – francuski kolarz[350]
  - Edmund Lewańczyk – polski kompozytor, gawędziarz i artysta ludowy[351][352][353]
  - Abi Ofarim – izraelski piosenkarz[354]
  - Antoni Słociński – polski aktor, reżyser i pedagog[355]
  - Tony Steel – nowozelandzki rugbysta[356]
  - Alexander Tschäppät – szwajcarski polityk[357]
- 3 maja
  - Lukas Burckhardt – szwajcarski prawnik, polityk i muzyk jazzowy[358]
  - Afonso Dhlakama – mozambicki działacz opozycyjny[359]
  - Günter Herburger – niemiecki pisarz[360]
  - Łukasz Kulczycki – polski lekarz, profesor nadzwyczajny w Georgetown University w Waszyngtonie[361]
  - Małgorzata Paruzel – polska aktorka[362][363][364]
  - Tadeusz Piecuch – polski specjalista z zakresu techniki i technologii oczyszczania ścieków oraz utylizacji odpadów, prof. dr hab. inż.[365][366][367]
  - David Pines – amerykański fizyk[368]
  - Andrzej Stankiewicz – polski okulista, profesor medycyny[369]
  - Antoni Zięba – polski nauczyciel akademicki, doktor inżynier budownictwa lądowego, działacz pro-life, publicysta[370]
- 2 maja
  - Krystyna Boczoń – polska specjalista w zakresie biochemii pasożytów i mechanizmów działania leków przeciwpasożytniczych, prf. dr hab.[371][372]
  - Gord Brown – kanadyjski polityk[373]
  - Tony Cucchiara – włoski piosenkarz, dramaturg, kompozytor[374][375]
  - Ryszard Kasperek – polski pilot[376]
  - Manfred Klee – niemiecki neurofizjolog[377]
  - Herman Krebbers – holenderski skrzypek[378]
  - Kazimierz Kujawski – polski szachista, działacz i sędzia szachowy[379][380]
  - Andrzej Kwapisz – polski samorządowiec i działacz ochotniczej straży pożarnej, starosta częstochowski (2006–2017)[381]
  - Elisabeth Pfluger – szwajcarska pisarka[382]
  - Harald Range – niemiecki prawnik[383]
  - James Thorp – amerykański inżynier elektryk[384]
  - Wolfgang Völz – niemiecki aktor[385]
  - Cliff Watson – angielski rugbysta[386]
- 1 maja
  - Elmar Altvater – niemiecki politolog[387]
  - Max Berrú – ekwadorski piosenkarz[388]
  - Wolfgang Boehm – niemiecki matematyk[389]
  - Tadeusz Czichon – polski przedsiębiorca, współtwórca i przewodniczący Rady Nadzorczej ATM[390]
  - Aleksander Janicki – polski matematyk dr hab.[391]
  - Jan Malinowski – polski żużlowiec, trener[392]
  - Constantin Olteanu – rumuński wojskowy i polityk[393]
  - Pavel Pergl – czeski piłkarz[394]
  - Stanisław Poturała – polski samorządowiec, burmistrz Turku (2001–2002)[395]
  - Harald Renner – austriacki muzyk[396]
  - Alirio Rodríguez – wenezuelski malarz[397]
  - Jabo Starks – amerykański perkusista[398]
  - Jerzy Szczerbań – polski lekarz, prof. dr hab. n. med.[399]
  - Peter Temple-Morris – brytyjski polityk, par dożywotni Izby Lordów[400]
  - Jan Juliusz Tabencki – polski muzealnik, regionalista i działacz społeczny[401]
  - Universo 2000 – meksykański wrestler[402]
  - Wanda Wiłkomirska – polska skrzypaczka i pedagog, dama orderów[403][404]

data dzienna nieznana
- Jürgen Marcus – niemiecki piosenkarz[405]
- Jaime Guerra Piedra – meksykański zawodnik jeździecki[406]
- Zbigniew Święcicki – polski dziennikarz, redaktor naczelny Głosu Lasu[407]
- Henryk Wiśnicki – polski uczestnik II wojny światowej oraz powojenny działacz podziemia antykomunistycznego[408]